# Commensipleustes commensalis
Commensipleustes commensalis är en kräftdjursart som först beskrevs av Robert Alan Shoemaker 1952.  Commensipleustes commensalis ingår i släktet Commensipleustes och familjen Pleustidae. Inga underarter finns listade i Catalogue of Life.